# Reinkaos
Reinkaos (стилизовано как REINKAΩS) — третий и последний студийный альбом шведской мелодик-блэк-дэт-метал группы Dissection. Он был выпущен на собственном лейбле группы Black Horizon Music, который они создали «из потребности взять на себя ответственность за наши собственные дела и делать все по-своему, без компромиссов».

## Музыка и лирика
Альбом менее подвержен влиянию традиционного блэк-метала и ближе к гётеборгскому металу или традиционному хэви-металу, чем предыдущие альбомы Dissection, но, по словам журналиста Decibel Криса Д., все ещё «очень похож на Нёдтвейдта и очень похож на Dissection». Лирика отражает оккультные постулаты Мизантропического Люциферианского Ордена и «основана на заклинаниях и формулах, которые были связаны с текстами песен, чтобы вызвать силы, которые они представляют. Оккультная музыкальная теория применялась в процессе написания песен как средство символической зарядки их структур. Они также были написаны под влиянием научных идей, таких как теория струн и т. д. Все песни были написаны с намерением использовать звуки и вибрации в качестве антикосмического инструмента, и все они были сознательно созданы, чтобы стать сосудами для этих сил».

## Список композиций
| №                   | Название                  | Длительность |
| ------------------- | ------------------------- | ------------ |
| 1.                  | «Nexion 218»              | 1:32         |
| 2.                  | «Beyond the Horizon»      | 5:20         |
| 3.                  | «Starless Aeon»           | 3:59         |
| 4.                  | «Black Dragon»            | 4:48         |
| 5.                  | «Dark Mother Divine»      | 5:44         |
| 6.                  | «Xeper-i-Set»             | 3:09         |
| 7.                  | «Chaosophia»              | 0:41         |
| 8.                  | «God of Forbidden Light»  | 3:42         |
| 9.                  | «Reinkaos» (instrumental) | 4:43         |
| 10.                 | «Internal Fire»           | 3:20         |
| 11.                 | «Maha Kali»               | 6:04         |
| Общая длительность: | Общая длительность:       | 43:06        |

## Участники записи
- Йон Нёдтвейдт — вокал, гитара
- Set Teitan — гитары, бэк-вокал
- Tomas Asklund — ударные

### Приглашённые участники
- Brice LeClercq — бас-гитара
- Nyx 218 — вокал («Maha Kali»)
- Эрик Даниэльссон — бэк-вокал
- Виплашер Бернадотт — бэк-вокал